# Nekrolog April 2012
Nekrolog
◄◄
| ◄
| 2008
| 2009
| 2010
| 2011
| 2012 | 2013 | 2014 | 2015 | 2016 | ► | ►►
Januar |
Februar |
März |
April |
Mai |
Juni |
Juli |
August |
September |
Oktober |
November |
Dezember 2012
Weitere Ereignisse | Allgemeiner Nekrolog 2012
Die Beschreibung der verstorbenen Person sollte so kurz wie möglich gehalten sein und nur deren signifikante Tätigkeit(en) enthalten.
Neue Namen ggf. auch unter dem Geburts- und Sterbedatum, also etwa unter 1. Januar und im Geburts- und Sterbejahr (2024) eintragen (nur bei entsprechender großer Wichtigkeit). Für Beispiele siehe die schon vorhandenen Artikel.
Außerdem über die fünf zuletzt Verstorbenen, zu denen es einen ausreichend guten Artikel für eine Präsentation auf der Hauptseite gibt, nach der todesbedingten Überarbeitung der Artikel ggf. auch unter Wikipedia Diskussion:Hauptseite informieren und sie am besten auch in den anderen Wikipedia-Sprachversionen eintragen. Tipp: Regelmäßig bei news.google.de nach „ist tot“, „gestorben“ oder „verstorben“ suchen.
Wenn eine Person gestorben ist, gibt es viele Seiten zu dieser Person in der Wikipedia, die davon auch betroffen sind und entsprechend aktualisiert werden müssen. Beispiele: Namenübersichtsseite, Geburtsjahr, Geburtsort-Seiten und viele mehr.
Wie finde ich die betroffenen Seiten?
Im Suchfeld auf der linken Seite gibt man den Suchbegriff so ein: „Vorname Nachname“. Dann klickt man auf Volltext und alle Seiten mit entsprechendem Suchtext werden aufgerufen. Hier sieht man dann schnell, wo auch das Todesjahr Sinn macht oder sogar ein Teil des Artikels angepasst werden muss. Auch hilft das „Werkzeug“ auf der linken Seite sehr gut, um solche Seiten aufzufinden: „Links auf diese Seite“. Somit ist die Wikipedia wieder aktuell in allen Bereichen! Hinweis: bei Eintragung der Kategorie „Gestorben JAHR“ wird der Missbrauchsfilter 49 ausgelöst, was jedoch nicht schlimm ist. Siehe: Spezial:Missbrauchsfilter/49
Dies ist eine Liste von im April 2012 verstorbenen bekannten Persönlichkeiten. Die Einträge erfolgen innerhalb der einzelnen Daten alphabetisch sortiert. Tiere sind im Nekrolog für Tiere zu finden.

## April
| Tag       | Name                                          | Beruf, bekannt als                                                         | Alter | Beleg                          |
| --------- | --------------------------------------------- | -------------------------------------------------------------------------- | ----- | ------------------------------ |
| 1. April  | Ekrem Bora                                    | türkischer Schauspieler                                                    | 78    |                                |
| 1. April  | Ilse Buck                                     | österreichische Radiomoderatorin                                           | 88    |                                |
| 1. April  | Giorgio Chinaglia                             | italienischer Fußballspieler                                               | 65    |                                |
| 1. April  | Leila Denmark                                 | US-amerikanische Medizinerin                                               | 114   |                                |
| 1. April  | Antonio Ghirelli                              | italienischer Journalist und Autor                                         | 89    |                                |
| 1. April  | Miguel de la Madrid Hurtado                   | mexikanischer Politiker                                                    | 77    |                                |
| 1. April  | Herbert Mogg                                  | österreichischer Komponist und Dirigent                                    | 84    |                                |
| 1. April  | Will Schestak                                 | deutscher Maler und Grafiker                                               | 93    |                                |
| 2. April  | Rosario Bentivegna                            | italienischer Partisan, Arzt und Autor                                     | 89    |                                |
| 2. April  | Elizabeth Catlett                             | US-amerikanisch-mexikanische Künstlerin                                    | 96    |                                |
| 2. April  | Jim Delaney                                   | US-amerikanischer Leichtathlet                                             | 91    |                                |
| 2. April  | Nelson Fausto                                 | brasilianisch-US-amerikanischer Pathologe                                  | 75    |                                |
| 2. April  | Pilar Fuertes Ferragut                        | spanische Diplomatin                                                       | 49    |                                |
| 2. April  | Jimmy Little                                  | australischer Musiker                                                      | 75    |                                |
| 2. April  | Anatoli Wassiljewitsch Iwanow                 | russischer Solo-Paukist, Komponist und Dirigent                            | 77    |                                |
| 2. April  | Antoine Moundanda                             | kongolesischer Musiker                                                     | 84    |                                |
| 2. April  | Neslişah Sultan                               | ältestes Mitglied der osmanischen Dynastie                                 | 91    |                                |
| 2. April  | Katharina Tüschen                             | deutsche Schauspielerin                                                    | 84    |                                |
| 3. April  | Arduino Bertoldo                              | italienischer Bischof                                                      | 79    |                                |
| 3. April  | Claudia Boerner                               | deutsches Model                                                            | 32    |                                |
| 3. April  | Michael Bzdel                                 | kanadischer Erzbischof                                                     | 81    |                                |
| 3. April  | Richard Descoings                             | französischer Staatsbeamter                                                | 53    |                                |
| 3. April  | Jaana Järvinen                                | finnische Schauspielerin                                                   | 55    |                                |
| 3. April  | Eduardo Luis Duhalde                          | argentinischer Jurist und Historiker                                       | 72    |                                |
| 3. April  | Ralph Ferraro                                 | italienischer Filmkomponist und Arrangeur                                  | 82    |                                |
| 3. April  | Manfred Hepperle                              | deutscher Kabarettist und Mundartdichter                                   | 80    |                                |
| 3. April  | Efraím Basílio Krevey                         | brasilianischer Bischof                                                    | 83    |                                |
| 3. April  | Jaan Kruusvall                                | estnischer Schriftsteller                                                  | 71    |                                |
| 3. April  | Antonio Mingote                               | spanischer Zeichner und Autor                                              | 93    |                                |
| 3. April  | Govind Narain                                 | indischer Politiker                                                        | 95    |                                |
| 3. April  | Heinz Ostermann                               | deutscher Schauspieler und Hörspielsprecher                                | 76    |                                |
| 3. April  | Joe Scarpa                                    | US-amerikanischer Wrestler                                                 | 83    |                                |
| 3. April  | Xenia Stad-de Jong                            | niederländische Leichtathletin                                             | 90    |                                |
| 3. April  | Kurt Stenzel                                  | deutscher Journalist                                                       | 73    |                                |
| 3. April  | José María Zárraga                            | spanischer Fußballspieler, -trainer und -funktionär                        | 81    |                                |
| 4. April  | Anne Karin Elstad                             | norwegische Schriftstellerin                                               | 74    |                                |
| 4. April  | Josiah Henson                                 | US-amerikanischer Ringer                                                   | 90    |                                |
| 4. April  | Frithjof Hoffmann                             | deutscher Schauspieler und Sänger                                          | 80    |                                |
| 4. April  | Nikolai Krassowski                            | sowjetischer Mathematiker                                                  | 87    |                                |
| 4. April  | Claude Miller                                 | französischer Filmregisseur                                                | 70    |                                |
| 4. April  | Said Mohamed Nur                              | somalischer Sportfunktionär                                                | ??    |                                |
| 4. April  | Dubravko Pavličić                             | jugoslawischer bzw. kroatischer Fußballspieler                             | 44    |                                |
| 4. April  | Erno Seifriz                                  | deutscher Musikwissenschaftler                                             | 80    |                                |
| 4. April  | Aden Yabarow Wiish                            | somalischer Sportfunktionär                                                | ??    |                                |
| 5. April  | Reinhard Feinendegen                          | deutscher Heimatforscher                                                   | 79    |                                |
| 5. April  | Attila Hazai                                  | ungarischer Schriftsteller                                                 | 44    |                                |
| 5. April  | Tomislav Lerotić                              | kroatischer Designer und Hochschullehrer                                   | 60 ?  |                                |
| 5. April  | Jim Marshall                                  | britischer Unternehmer und Techniker                                       | 88    |                                |
| 5. April  | Barney McKenna                                | irischer Musiker                                                           | 72    |                                |
| 5. April  | Bingu wa Mutharika                            | malawischer Präsident                                                      | 78    |                                |
| 5. April  | Gil Noble                                     | US-amerikanischer Journalist                                               | 80    |                                |
| 5. April  | Ferdinand Alexander Porsche                   | deutscher Industriedesigner                                                | 76    |                                |
| 5. April  | Siegbert Salomon Prawer                       | britischer Germanist                                                       | 87    |                                |
| 5. April  | Hans Richter                                  | deutscher Geograph                                                         | 87    |                                |
| 5. April  | Jan Rol                                       | niederländischer Radrennfahrer                                             | 78    |                                |
| 5. April  | Stanislav Strnad                              | tschechischer Filmregisseur                                                | 81    |                                |
| 5. April  | Ulrike Toellner-Bauer                         | deutsche Johanniterkrankenschwester                                        | 52    |                                |
| 5. April  | Konrad Wünsche                                | deutscher Autor                                                            | 84    |                                |
| 6. April  | James E. Brodhead                             | US-amerikanischer Schauspieler und Aktivist                                | 80    |                                |
| 6. April  | Fang Lizhi                                    | chinesischer Astrophysiker                                                 | 76    | [ 1 ]                          |
| 6. April  | Felipe Fernández García                       | spanischer Bischof                                                         | 76    |                                |
| 6. April  | Promode Gogoi                                 | indischer Politiker                                                        | 82    |                                |
| 6. April  | Heinz Kahlau                                  | deutscher Lyriker                                                          | 81    |                                |
| 6. April  | Thomas Kinkade                                | US-amerikanischer Maler                                                    | 54    | [ 2 ]                          |
| 6. April  | Heinz Kunert                                  | deutscher Erfinder                                                         | 85    |                                |
| 6. April  | Gerhard Postel                                | deutscher Theologe, Ornithologe, Historiker und Umweltbeauftragter der EKD | 71    |                                |
| 6. April  | Elan Steinberg                                | US-amerikanischer Aktivist des Jüdischen Weltkongresses                    | 59    |                                |
| 6. April  | Richard Teeter                                | US-amerikanischer Musiker                                                  | 61    |                                |
| 6. April  | Meenakshi Thapar                              | indische Schauspielerin                                                    | 27    |                                |
| 7. April  | Denis Clerc                                   | Schweizer Politiker                                                        | 76    |                                |
| 7. April  | Ignatius Moussa I. Daoud                      | syrischer Patriarch der syrisch-katholischen Kirche                        | 81    |                                |
| 7. April  | Marian Heitger                                | deutscher Pädagoge                                                         | 84    |                                |
| 7. April  | Silas Hubbard Jr.                             | US-amerikanischer Bluesmusiker                                             | 73    |                                |
| 7. April  | Miss Read                                     | britische Schriftstellerin                                                 | 98    |                                |
| 7. April  | Edelbert Hörhammer                            | deutscher Geistlicher                                                      | 76    |                                |
| 7. April  | Klaus Knizia                                  | deutscher Manager                                                          | 84    |                                |
| 7. April  | Ludwig Munzinger junior                       | deutscher Verleger und Publizist                                           | 91    |                                |
| 7. April  | Hank Robinson                                 | US-amerikanischer Baseballspieler und Schauspieler                         | 89    |                                |
| 7. April  | Serafym Verzun                                | ukrainischer Erzbischof                                                    | 62    |                                |
| 7. April  | Mike Wallace                                  | US-amerikanischer Journalist                                               | 93    |                                |
| 8. April  | John Anderberg                                | schwedischer Fußballspieler                                                | 89    |                                |
| 8. April  | Günther Boyer                                 | deutscher Politiker                                                        | 84    | [ 3 ]                          |
| 8. April  | George Wilberforce Kakoma                     | ugandischer Musiker und Komponist                                          | 87    |                                |
| 8. April  | Gerd Huber                                    | deutscher Psychiater                                                       | 90    |                                |
| 8. April  | Sämpy Laine                                   | finnischer Schauspieler                                                    | 64    |                                |
| 8. April  | Heinrich Otten                                | deutscher Hethitologe                                                      | 98    |                                |
| 8. April  | Anatoli Rawikowitsch                          | russischer Schauspieler                                                    | 75    |                                |
| 8. April  | Reinhard Roericht                             | deutscher Politiker                                                        | 66    |                                |
| 8. April  | Jack Tramiel                                  | polnisch-US-amerikanischer Unternehmer                                     | 83    |                                |
| 9. April  | Robert R. Sokal                               | US-amerikanischer Biologe und Statistiker                                  | 86    |                                |
| 9. April  | Carol Adams                                   | US-amerikanische Schauspielerin                                            | 94    |                                |
| 9. April  | Lester Breslow                                | US-amerikanischer Gesundheitswissenschaftler                               | 97    |                                |
| 9. April  | Barry Cahill                                  | kanadischer Schauspieler                                                   | 90    |                                |
| 9. April  | Gérard Enault                                 | französischer Sportoffizieller                                             | 68    |                                |
| 9. April  | John Golding                                  | britischer Kunsthistoriker                                                 | 82    |                                |
| 9. April  | José Guardiola                                | spanischer Sänger                                                          | 81    |                                |
| 9. April  | Phoebe Jacobs                                 | US-amerikanische Publizistin                                               | 93    |                                |
| 9. April  | Mark Lenzi                                    | US-amerikanischer Wasserspringer                                           | 43    |                                |
| 9. April  | Miriam Mafai                                  | italienische Journalistin und Politikerin                                  | 86    |                                |
| 9. April  | Tony Marsh                                    | britischer Jazzmusiker                                                     | 72    |                                |
| 9. April  | Ueli Staub                                    | Schweizer Journalist, Fotograf und Jazzmusiker                             | 78    |                                |
| 9. April  | Johann Warkentin                              | russlanddeutscher Schriftsteller                                           | 91    |                                |
| 10. April | Luis Aponte Martínez                          | puerto-ricanischer Kardinal                                                | 89    |                                |
| 10. April | Erdoğan Arıca                                 | türkischer Fußballspieler und -trainer                                     | 57    |                                |
| 10. April | Raymond Aubrac                                | französischer Widerstandskämpfer gegen den Nationalsozialismus             | 97    |                                |
| 10. April | Leonardo Bernacchi                            | italienischer Bischof                                                      | 79    |                                |
| 10. April | Frank Bochow                                  | deutscher Politiker und Diplomat                                           | 74    |                                |
| 10. April | Barbara Buchholz                              | deutsche Musikerin                                                         | 52    | [ 4 ]                          |
| 10. April | Virginia Spencer Carr                         | US-amerikanische Literaturwissenschaftlerin                                | 82    |                                |
| 10. April | Lili Chookasian                               | US-amerikanische Opernsängerin                                             | 90    |                                |
| 10. April | Wolfram Hatz                                  | deutscher Unternehmer                                                      | 82    |                                |
| 10. April | Georg Hofmann                                 | deutscher Politiker                                                        | 88    |                                |
| 10. April | Ivan Nagel                                    | deutscher Theaterintendant                                                 | 80    |                                |
| 10. April | Irmintraut Richarz                            | deutsche Haushaltswissenschaftlerin und Hochschullehrerin                  | 85    |                                |
| 10. April | Karljosef Schattner                           | deutscher Architekt                                                        | 87    |                                |
| 10. April | Eliane Schweitzer                             | Schweizer Kolumnistin                                                      | 69    |                                |
| 10. April | Jean Stout                                    | französischer Sänger                                                       | 78    |                                |
| 10. April | Afewerk Tekle                                 | äthiopischer Künstler                                                      | 79    |                                |
| 10. April | Ladislav Toth                                 | slowakischer Kickboxer                                                     | 33    |                                |
| 11. April | Julio Alemán                                  | mexikanischer Schauspieler                                                 | 78    |                                |
| 11. April | Ahmed Ben Bella                               | algerischer Politiker                                                      | 95    |                                |
| 11. April | Roger Caron                                   | kanadischer Bankräuber und Autor                                           | 73    |                                |
| 11. April | Jürgen Dönges                                 | deutscher Schlagerkomponist                                                | 55    |                                |
| 11. April | Peter Gerber                                  | Schweizer Politiker                                                        | 88    |                                |
| 11. April | Gustaf Jansson                                | schwedischer Leichtathlet                                                  | 90    |                                |
| 11. April | Hal McKusick                                  | US-amerikanischer Jazzmusiker                                              | 87    |                                |
| 11. April | Gianni Marchetti                              | italienischer Komponist                                                    | 78    |                                |
| 11. April | Marisa Medina                                 | spanische Schauspielerin und Moderatorin                                   | 69    |                                |
| 11. April | Rainer Penkert                                | deutscher Schauspieler                                                     | 90    | Filmdienst                     |
| 11. April | Agustín Román                                 | US-amerikanischer Bischof                                                  | 83    |                                |
| 12. April | Burkhard Asmuss                               | deutscher Historiker                                                       | 60    |                                |
| 12. April | Wladimir Astapowski                           | sowjetischer Fußballtorwart                                                | 65    |                                |
| 12. April | Hedy Fassler                                  | österreichische Sängerin und Schauspielerin                                | 90    |                                |
| 12. April | Elizabeth Ferris                              | britische Kunstspringerin                                                  | 71    |                                |
| 12. April | Franz Gehrig                                  | katholischer Priester und Heimatforscher                                   | 96    |                                |
| 12. April | Rodgers Lee Grant                             | US-amerikanischer Jazzmusiker                                              | 76    |                                |
| 12. April | Rolf Idler                                    | deutscher Theaterschauspieler                                              | 68    |                                |
| 12. April | Robert Kennedy                                | kanadischer Bodybuilder und Autor                                          | 74    |                                |
| 12. April | Andrew Love                                   | US-amerikanischer Soulmusiker                                              | 70    |                                |
| 12. April | Wolfgang Martinek                             | österreichischer Autor und Kolumnist                                       | 63    |                                |
| 12. April | George Mesterhazy                             | US-amerikanischer Jazzmusiker                                              | 58    |                                |
| 12. April | Stefánia Moldován                             | ungarische Opernsängerin                                                   | 80    |                                |
| 12. April | Manfred Orzessek                              | deutscher Fußballtorhüter                                                  | 78    |                                |
| 12. April | Heinrich Schendel                             | deutscher SS-Scharführer der Waffen-SS                                     | 90    |                                |
| 12. April | Günter Skeib                                  | deutscher Meteorologe, Polarforscher und Autor                             | 92    |                                |
| 12. April | Hans-Georg Soldat                             | deutscher Hörfunkredakteur                                                 | 76    |                                |
| 12. April | Gabriel Țepelea                               | rumänischer Politiker                                                      | 96    |                                |
| 12. April | Nicola Tirone                                 | italienischer Sänger                                                       | 67    |                                |
| 12. April | Amy Tryon                                     | US-amerikanische Vielseitigkeitsreiterin                                   | 42    |                                |
| 13. April | Marland Anderson                              | US-amerikanischer Pornodarsteller                                          | 39    |                                |
| 13. April | Inge Bråten                                   | norwegischer Skilanglauftrainer                                            | 63    |                                |
| 13. April | Albert Baur                                   | deutscher Ingenieur                                                        | 91    |                                |
| 13. April | Jonathan Frid                                 | kanadischer Schauspieler                                                   | 87    |                                |
| 13. April | Verónica Gómez                                | venezolanische Volleyballspielerin                                         | 26    |                                |
| 13. April | Shūichi Higurashi                             | japanischer Zeichner                                                       | 75    |                                |
| 13. April | Heinz Holecek                                 | österreichischer Bassbariton                                               | 74    |                                |
| 13. April | Art Jenkins                                   | US-amerikanischer Jazzmusiker                                              | 77    |                                |
| 13. April | Margarita Lilowa                              | österreichische Opernsängerin                                              | 76    |                                |
| 13. April | Heinrich H. D. Meyer                          | deutscher Ernährungswissenschaftler                                        | 61    |                                |
| 13. April | Lewis Nordan                                  | US-amerikanischer Schriftsteller und Hochschulprofessor                    | 72    |                                |
| 13. April | Mario Rizzi                                   | italienischer Erzbischof                                                   | 86    |                                |
| 13. April | Arthur Scharmann                              | deutscher Physiker                                                         | 84    |                                |
| 14. April | Shigeru Araki                                 | japanischer Musiker und Schauspieler                                       | 63    |                                |
| 14. April | Émile Bouchard                                | kanadischer Eishockeyspieler                                               | 92    |                                |
| 14. April | Florin Constantiniu                           | rumänischer Historiker                                                     | 79    |                                |
| 14. April | Charles Miller Fisher                         | kanadischer Neurologe                                                      | 98    |                                |
| 14. April | Helmut Geys                                   | deutscher Politiker                                                        | 84    |                                |
| 14. April | Lee Kyung-hwan                                | südkoreanischer Fußballspieler                                             | 24    |                                |
| 14. April | Piermario Morosini                            | italienischer Fußballspieler                                               | 25    |                                |
| 14. April | Martin Poll                                   | US-amerikanischer Filmproduzent                                            | 89    |                                |
| 14. April | Mario Sapag                                   | argentinischer Schauspieler                                                | 76    |                                |
| 14. April | Juan Manuel Fabra Vallés                      | spanischer Politiker                                                       | 62    |                                |
| 15. April | Paul Bogart                                   | US-amerikanischer Regisseur                                                | 92    |                                |
| 15. April | Inge Herbrecht                                | deutsche Schauspielerin                                                    | 86    |                                |
| 15. April | Dieter von Landsberg-Velen                    | deutscher Sportfunktionär und Präsident des Malteser Hilfsdienstes         | 86    |                                |
| 15. April | Willian Onzi                                  | brasilianischer Motorradrennfahrer                                         | 32    |                                |
| 15. April | Alexander Porochowschtschikow                 | russischer Schauspieler                                                    | 73    |                                |
| 15. April | Franz-Josef Reichert                          | deutscher Kunsthistoriker und Journalist                                   | 77    |                                |
| 15. April | Murray Rose                                   | australischer Schwimmer                                                    | 73    |                                |
| 15. April | Uwe Rust                                      | deutscher Geograph                                                         | 71    |                                |
| 15. April | Samir Said                                    | kuwaitischer Fußballspieler                                                | 58    |                                |
| 15. April | Joan Tozzer                                   | US-amerikanische Eiskunstläuferin                                          | 90    |                                |
| 15. April | Zofia Zukowska                                | polnisch-US-amerikanische Physiologin                                      |       |                                |
| 16. April | Marcelo Alfaro                                | argentinischer Schauspieler                                                | 59    |                                |
| 16. April | Sári Barabás                                  | ungarisch-deutsche Opernsängerin                                           | 98    |                                |
| 16. April | Marian Biskup                                 | polnischer Historiker                                                      | 89    |                                |
| 16. April | Laura Bornholdt                               | amerikanische Historikerin                                                 | 93    |                                |
| 16. April | Ernest Callenbach                             | US-amerikanischer Schriftsteller                                           | 83    |                                |
| 16. April | Teddy Charles                                 | US-amerikanischer Jazzmusiker                                              | 84    |                                |
| 16. April | Alfred Dufty                                  | US-amerikanischer Ornithologe                                              | 62    | doi:10.1525/auk.2012.129.4.782 |
| 16. April | Erich Geiersberger                            | deutscher Agrarwissenschaftler                                             | 85    | [ 5 ]                          |
| 16. April | Claudia Herstatt                              | deutsche Kunstkritikerin                                                   | 63    |                                |
| 16. April | Erich Hoorn                                   | österreichischer Journalist                                                | 74    |                                |
| 16. April | Willy Kaltofen                                | deutscher Musiker und Komponist                                            | 94    |                                |
| 16. April | George Kunda                                  | sambischer Politiker                                                       | 56    |                                |
| 16. April | Mærsk Mc-Kinney Møller                        | dänischer Reeder                                                           | 98    |                                |
| 16. April | Antoine Hamid Mourany                         | libanesischer Erzbischof                                                   | 82    |                                |
| 16. April | Carlo Petrini                                 | italienischer Fußballspieler                                               | 64    |                                |
| 16. April | Frederick Edward Smith                        | US-amerikanischer Zoologe und Ökologe                                      | 91    |                                |
| 16. April | Wolfgang Wünsche                              | deutscher Militärhistoriker                                                | 83    |                                |
| 16. April | Yvette Z’Graggen                              | Schweizer Schriftstellerin                                                 | 92    |                                |
| 17. April | Wolfgang Büsch                                | deutscher Jurist und Politiker                                             | 82    |                                |
| 17. April | Dieter Dorner                                 | österreichischer Rundfunkmoderator                                         | 68    |                                |
| 17. April | Richard Hundhammer                            | deutscher Politiker                                                        | 84    |                                |
| 17. April | Karl-Heinz Leist                              | deutscher Sportpädagoge                                                    | 71    |                                |
| 17. April | Dimitris Mitropanos                           | griechischer Sänger und Komponist                                          | 64    |                                |
| 17. April | Stanley Rogers Resor                          | US-amerikanischer Politiker                                                | 94    |                                |
| 17. April | Jane Schaberg                                 | US-amerikanische römisch-katholische Theologin                             | 74    |                                |
| 18. April | Alain Bernard                                 | Schweizer Tänzer, Tanzpädagoge und Choreograph                             | 79    |                                |
| 18. April | Arthur Bottom                                 | englischer Fußballspieler                                                  | 82    |                                |
| 18. April | José Cerviño Cerviño                          | spanischer Bischof                                                         | 91    |                                |
| 18. April | Dick Clark                                    | US-amerikanischer Fernsehmoderator                                         | 82    |                                |
| 18. April | Hillman Curtis                                | US-amerikanischer Webdesigner, Autor und Filmregisseur                     | 51    |                                |
| 18. April | Noël Ekwabi                                   | kamerunischer Bassist                                                      | 51    |                                |
| 18. April | René Gonzalez                                 | französischer Theaterintendant                                             | 68    |                                |
| 18. April | Greg Ham                                      | australischer Musiker                                                      | 58    |                                |
| 18. April | Paul Knufinke                                 | deutscher Markscheider                                                     | 79    |                                |
| 18. April | Robert O. Ragland                             | US-amerikanischer Filmkomponist                                            | 80    |                                |
| 18. April | Naum Schopow                                  | bulgarischer Schauspieler                                                  | 81    |                                |
| 18. April | Fritz Theilen                                 | deutscher Widerstandskämpfer gegen den Nationalsozialismus                 | 84    |                                |
| 18. April | K. D. Wentworth                               | US-amerikanische Schriftstellerin                                          | 61    |                                |
| 19. April | Petre Barbu                                   | rumänischer Rugbyspieler und -schiedsrichter                               | 61    |                                |
| 19. April | Helmut Dziuba                                 | deutscher Filmregisseur                                                    | 79    |                                |
| 19. April | Franz Hellwagner                              | österreichischer Politiker                                                 | 95    |                                |
| 19. April | Levon Helm                                    | US-amerikanischer Musiker                                                  | 71    |                                |
| 19. April | Fredrik Karlsson                              | schwedischer Skilangläufer                                                 | 27    |                                |
| 19. April | David Lilienfeld                              | südafrikanischer Surfer                                                    | 20    |                                |
| 19. April | Gustav Matschl                                | deutscher Politiker                                                        | 79    |                                |
| 19. April | Leopold David de Rothschild                   | britischer Bankier                                                         | 84    |                                |
| 19. April | Holger Schmezer                               | deutscher Dressurreiter und Trainer                                        | 65    |                                |
| 19. April | Waleri Wassiljew                              | sowjetischer Eishockeyspieler                                              | 62    |                                |
| 19. April | Zozo Zarpa                                    | griechische Schauspielerin                                                 | 73    |                                |
| 20. April | Wolodymyr Poljatschenko                       | ukrainischer Politiker, Unternehmer und Honorarkonsul                      | 73    |                                |
| 20. April | Mario Arturo Acosta Chaparro Escápite         | mexikanischer General                                                      | 70    |                                |
| 20. April | Ayten Alpman                                  | türkische Sängerin                                                         | 81    |                                |
| 20. April | Jack Ashley, Baron Ashley of Stoke            | britischer Politiker                                                       | 89    |                                |
| 20. April | Dieter Beckmann                               | deutscher Psychologe                                                       | 74    |                                |
| 20. April | Peter Carsten                                 | deutscher Schauspieler                                                     | 83    |                                |
| 20. April | George Cowan                                  | US-amerikanischer Chemiker                                                 | 92    |                                |
| 20. April | Duke Dawson                                   | US-amerikanischer Bluesmusiker                                             | 82    |                                |
| 20. April | Marianne Hofmann                              | deutsche Schriftstellerin                                                  | 73    | [ 6 ]                          |
| 20. April | Virgil Jones                                  | US-amerikanischer Jazztrompeter                                            | 72    |                                |
| 20. April | Rolf Langenfass                               | österreichischer Kostüm- und Bühnenbildner                                 | 67    |                                |
| 20. April | Joe Muranyi                                   | US-amerikanischer Musikproduzent und Jazzmusiker                           | 84    |                                |
| 20. April | Leandra Overmann                              | serbische Opernsängerin                                                    | 55    |                                |
| 20. April | Manfred Richter                               | deutscher Schauspieler                                                     | 68    |                                |
| 20. April | Hans-Werner Schippers                         | deutscher Tischtennisspieler                                               | 82    | [ 7 ]                          |
| 20. April | Bert Weedon                                   | britischer Gitarrist                                                       | 91    |                                |
| 21. April | Ana Mercedes Asuaje de Rugeles                | venezolanische Komponistin und Musikpädagogin                              | 97    |                                |
| 21. April | Ramón Búa Otero                               | spanischer Bischof                                                         | 78    |                                |
| 21. April | Charles Colson                                | US-amerikanischer Jurist                                                   | 80    |                                |
| 21. April | Pershing Benard Hofslund                      | US-amerikanischer Ornithologe                                              | 94    | [ 8 ]                          |
| 21. April | Heinz Jentzsch                                | deutscher Reitsporttrainer                                                 | 92    |                                |
| 21. April | Gerhart Laage                                 | deutscher Architekt, Hochschullehrer und Rektor der Universität Hannover   | 87    |                                |
| 21. April | Kurt Luif                                     | österreichischer Schriftsteller                                            | 69    |                                |
| 21. April | Peter John Milano                             | italo-amerikanischer Mafioso, Oberhaupt der Cosa Nostra                    | 86    |                                |
| 21. April | Heinrich Pachl                                | deutscher Kabarettist                                                      | 68    |                                |
| 21. April | Martin Schwalba                               | deutscher Politiker                                                        | 77    | (PDF; 52 kB)                   |
| 21. April | Jerry Toppazzini                              | kanadischer Eishockeyspieler und -trainer                                  | 80    |                                |
| 22. April | Patricia Elliott                              | kanadische Pianistin und Musikpädagogin                                    | 82    |                                |
| 22. April | Igor Kuschpler                                | sowjetischer bzw. ukrainischer Opernsänger                                 | 63    |                                |
| 22. April | José Llompart                                 | spanischer Jesuit und Rechtswissenschaftler                                | 82    |                                |
| 22. April | Francisco Majewski                            | uruguayischer Fußballspieler                                               | 72    |                                |
| 22. April | George B. Rathmann                            | US-amerikanischer Chemiker und Unternehmer                                 | 84    |                                |
| 22. April | Henning Schröder                              | deutscher experimenteller Teilchenphysiker                                 | 67    |                                |
| 22. April | Aristarch Stankewitsch                        | belarussischer Erzbischof                                                  | 70    |                                |
| 23. April | Navodaya Appachan                             | indischer Filmproduzent                                                    | 81    |                                |
| 23. April | Herbert Beister                               | deutscher Tiefbau-Ingenieur                                                | 87    |                                |
| 23. April | Werner Ehrlicher                              | deutscher Wirtschafts- und Finanzwissenschaftler                           | 92    |                                |
| 23. April | Chris Ethridge                                | US-amerikanischer Musiker                                                  | 65    |                                |
| 23. April | Hugo Fiorato                                  | US-amerikanischer Geiger und Dirigent                                      | 97    |                                |
| 23. April | Rainer Kling                                  | deutscher Politiker                                                        | 62    | [ 9 ]                          |
| 23. April | Veriano Luchetti                              | italienischer Tenor                                                        | 73    |                                |
| 23. April | Tommy Marth                                   | US-amerikanischer Musiker                                                  | 33    |                                |
| 23. April | Raymond Thorsteinsson                         | kanadischer Geologe und Paläontologe                                       | 91    |                                |
| 23. April | LeRoy T. Walker                               | US-amerikanischer Leichtathletiktrainer und Sportfunktionär                | 93    |                                |
| 24. April | Ivan Brož                                     | tschechoslowakischer Autor                                                 | 73    |                                |
| 24. April | Nell Ginjaar-Maas                             | niederländische Politikerin                                                | 80    |                                |
| 24. April | Wim Hoddes                                    | niederländischer Schauspieler und Sänger                                   | 93    |                                |
| 24. April | Ingeborg Hoffmann                             | deutsche Politikerin                                                       | 88    |                                |
| 24. April | Anke Lautenbach                               | deutsche Sängerin und Dozentin für Gesang                                  | 52    |                                |
| 24. April | Ubaldo de Lío                                 | argentinischer Tango-Gitarrist                                             | 83    |                                |
| 24. April | Heinz Naumann                                 | deutscher Architekt                                                        | 92    |                                |
| 24. April | Erast Parmasto                                | sowjetischer Biologe                                                       | 83    |                                |
| 24. April | Miguel Portas                                 | portugiesischer Politiker                                                  | 53    |                                |
| 24. April | Shireen Ritchie, Baroness Ritchie of Brompton | britische Politikerin                                                      | 66    |                                |
| 24. April | Werner Schürmann                              | deutscher Bildhauer und Sänger                                             | 82    |                                |
| 24. April | Seiki Tsuchida                                | japanischer Comiczeichner                                                  | 43    |                                |
| 24. April | Amos Vogel                                    | US-amerikanisch-österreichischer Filmkritiker                              | 91    |                                |
| 24. April | Ambrose Weekes                                | britischer Bischof                                                         | 93    | [ 10 ]                         |
| 24. April | C. Lindsay Workman                            | US-amerikanischer Schauspieler                                             | 88    |                                |
| 25. April | Louis le Brocquy                              | irischer Maler                                                             | 95    |                                |
| 25. April | Joachim Burkhardt                             | deutscher Fernsehjournalist, Schriftsteller und Dramatiker                 | 79    |                                |
| 25. April | Regine Dapra                                  | österreichische Malerin und Autorin                                        | 83    |                                |
| 25. April | Rolando Ramos Dizon                           | philippinischer Politiker                                                  | 67    |                                |
| 25. April | Heinz Draheim                                 | deutscher Geodät                                                           | 96    |                                |
| 25. April | Konrad Görler                                 | deutscher Geologe                                                          | 75    |                                |
| 25. April | José Guadalupe Flores                         | mexikanischer Fußballspieler                                               |       |                                |
| 25. April | Ian Oswald                                    | britischer Psychiater                                                      | 82    |                                |
| 25. April | Herbert Schriefers                            | deutscher Mediziner, Biochemiker und Endokrinologe                         | 88    |                                |
| 25. April | Jan Szlaga                                    | polnischer Bischof                                                         | 71    |                                |
| 25. April | Paul L. Smith                                 | US-amerikanischer Schauspieler                                             | 75    |                                |
| 25. April | Rafael Talens Pelló                           | spanischer Komponist                                                       | 78    |                                |
| 25. April | Brij Bhushan Tiwari                           | indischer Politiker                                                        | 71    |                                |
| 26. April | Pete Fornatale                                | US-amerikanischer Radio-DJ                                                 | 66    |                                |
| 26. April | Helmut Jedele                                 | deutscher Filmproduzent                                                    | 91    |                                |
| 26. April | Ardian Klosi                                  | albanischer Publizist                                                      | 54    |                                |
| 26. April | Klaus Knuth                                   | deutsch-schweizerischer Schauspieler                                       | 76    |                                |
| 26. April | Klaus Morgenstern                             | deutscher Fotograf und Bildjournalist                                      | 72    |                                |
| 26. April | Ralf Mutschelknauss                           | deutscher Parodontologe                                                    | 80    |                                |
| 26. April | Helmuth Prieß                                 | deutscher Soldat und Kommunalpolitiker                                     | 73    |                                |
| 26. April | Terry Spinks                                  | britischer Boxer                                                           | 74    |                                |
| 26. April | Margie Stewart                                | US-amerikanisches Pin-Up-Girl                                              | 91    |                                |
| 27. April | Uschi Elias                                   | deutsche Künstlerin                                                        | 47    |                                |
| 27. April | Jackie Kelso                                  | US-amerikanischer Jazzmusiker                                              | 90    |                                |
| 27. April | Josefine Kohl                                 | deutsche Leichtathletin                                                    | 90    |                                |
| 27. April | František Procházka                           | tschechischer Eishockeyspieler                                             | 50    |                                |
| 27. April | Harold Pupkewitz                              | namibischer Geschäftsmann                                                  | 96    |                                |
| 27. April | David Weiss                                   | Schweizer Künstler                                                         | 65    |                                |
| 27. April | Ulrich Fox                                    | deutscher Sachbuchautor und Heimatforscher                                 | 75    |                                |
| 27. April | Ben Wett                                      | deutsch-amerikanischer Sportjournalist                                     | 71    |                                |
| 27. April | Christian Wopp                                | deutscher Sportwissenschaftler                                             | 64    |                                |
| 28. April | Fred Allen                                    | neuseeländischer Rugbyspieler und -trainer                                 | 92    |                                |
| 28. April | Dik Bruynesteyn                               | niederländischer Sportcartoonist                                           | 84    |                                |
| 28. April | Matilde Camus                                 | spanische Dichterin und Schriftstellerin                                   | 92    |                                |
| 28. April | Milan Firfov                                  | jugoslawischer bzw. mazedonischer Musiker                                  | 69    |                                |
| 28. April | Stein Johnson                                 | norwegischer Diskuswerfer                                                  | 90    |                                |
| 28. April | Pierre Magnan                                 | französischer Autor                                                        | 89    |                                |
| 28. April | Walter Mathews                                | US-amerikanischer Schauspieler                                             | 85    |                                |
| 28. April | Patricia Medina                               | britische Schauspielerin                                                   | 92    |                                |
| 28. April | Aberdeen Shikoyi                              | kenianische Rugbyspielerin                                                 | ≈27   |                                |
| 29. April | Roman Andrzejewski                            | polnischer Politiker, Mitglied des Sejm                                    | 80    |                                |
| 29. April | Éric Charden                                  | französischer Sänger                                                       | 69    |                                |
| 29. April | Wiesław Chrzanowski                           | polnischer Politiker                                                       | 88    |                                |
| 29. April | Schukri Ghanim                                | libyscher Politiker                                                        | 69    |                                |
| 29. April | Joel Goldsmith                                | US-amerikanischer Komponist                                                | 54    |                                |
| 29. April | Anatole Lapine                                | russischer Automobil-Designer                                              | 81    |                                |
| 29. April | Joram Lindenstrauss                           | israelischer Mathematiker                                                  | 75    |                                |
| 29. April | Walther Ludewig                               | deutscher Politiker                                                        | 89    |                                |
| 29. April | Hans Oberbacher                               | österreichischer Werbegrafiker und Hersteller von Reliefpanoramen          | 98    |                                |
| 29. April | Thomas Preston                                | US-amerikanischer Pokerspieler                                             | 83    |                                |
| 29. April | Kenny Roberts                                 | US-amerikanischer Countrysänger                                            | 84    |                                |
| 29. April | Sargut Şölçün                                 | deutsch-türkischer Literaturwissenschaftler                                | 64    |                                |
| 29. April | Jean Tschabold                                | Schweizer Turner                                                           | 86    |                                |
| 29. April | Ervin Zádor                                   | ungarischer Wasserballspieler und Schwimmtrainer                           | 76    |                                |
| 30. April | Bernd Becker                                  | deutscher Rechts- und Verwaltungswissenschaftler                           | 70    |                                |
| 30. April | Ernst Bolldén                                 | schwedischer Tischtennisspieler                                            | 45    |                                |
| 30. April | Tomás Borge                                   | nicaraguanischer Politiker und Schriftsteller                              | 81    |                                |
| 30. April | Rob van den Broeck                            | niederländischer Jazzmusiker und Maler                                     | 71    |                                |
| 30. April | Isac Chiva                                    | französischer Sozialanthropologe                                           | 86    |                                |
| 30. April | Alexandru Dincă                               | rumänischer Handballspieler                                                | 66    |                                |
| 30. April | Arlene Goings-Means                           | US-amerikanische Schauspielerin                                            | 59    | [ 11 ]                         |
| 30. April | Giannis Gravanis                              | griechischer Fußballspieler und -trainer                                   | 54    |                                |
| 30. April | Franz Hülshoff                                | deutscher Politiker                                                        | 81    |                                |
| 30. April | Taneo Ishida                                  | japanischer Tänzer und Choreograph                                         | 83    |                                |
| 30. April | Hermann Kirchhoff                             | deutscher katholischer Religionspädagoge                                   | 86    |                                |
| 30. April | Josef Kuderna                                 | österreichischer Journalist und Schauspieler                               | 66    |                                |
| 30. April | Klaus Lenhart                                 | deutscher Geschäftsmann und Kunstflieger                                   | 56    |                                |
| 30. April | William Burley Lockwood                       | britischer Sprachwissenschaftler                                           | 95    |                                |
| 30. April | George Murdock                                | US-amerikanischer Schauspieler                                             | 81    |                                |
| 30. April | Benzion Netanjahu                             | israelischer Historiker                                                    | 102   |                                |
| 30. April | Alexander Dale Oen                            | norwegischer Schwimmer                                                     | 26    |                                |
| 30. April | Achala Sachdev                                | indische Schauspielerin                                                    | 91    |                                |
| 30. April | Sicelo Shiceka                                | südafrikanischer Politiker                                                 | 45    |                                |